# اوموت سوزن
اوموت سوزن (انگلیسی: Umut Sözen؛ زادهٔ ۲۷ ژانویهٔ ۱۹۹۰) بازیکن فوتبال اهل ترکیه است.
از باشگاه‌هایی که در آن بازی کرده‌است می‌توان به باشگاه فوتبال قیصریه‌اسپور، باشگاه فوتبال آنکارا اسپور، باشگاه فوتبال مانیسااسپور، باشگاه ورزشی آدانا دمیرسپور، باشگاه فوتبال آنکاراگوچو، و باشگاه فوتبال کاردمیر قره‌بوک‌اسپور اشاره کرد.
وی همچنین در تیم‌های ملی فوتبال Turkey national under-17 football team, Turkey national under-19 football team، و زیر ۲۱ سال ترکیه بازی کرده‌است.